# Aktinium-225
Aktinium-225 (225Ac, Ac-225) je izotop aktinia s poločasem přeměny 9,92 dne. Přeměňuje se alfa rozpadem na francium-221 a je součástí neptuniové rozpadové řady (začínající u 237Np). Mimo stopová množství vznikající v přírodě v rámci této řady je zcela syntetický.
Vlastnosti rozpadu aktinia-225 jej činí využitelným při cílené alfa terapii; klinické testy ukázaly možnost použití radiofarmak obsahujících 225Ac k léčbě různých druhů nádorů; nutnost vyrábět tento izotop v cyklotronech ovšem jeho používání omezuje.

## Rozpad a výskyt

Actinium-225 je součástí neptuniové rozpadové řady.

Aktinium-225 má poločas 9,92 dne a přeměňuje se vyzářením částice alfa. Je součástí neptuniové rozpadové řady, společně s neptuniem-237 a jeho dceřinými produkty, jako jsou uran-233 a thorium-229. Jedná se o poslední nuklid v této řadě s poločasem delším než den před předposledním, bismutem-209, jehož poločas přeměny činí 1,9*1019 roků. Konečným, stabilním, produktem je thalium-205.
Protože je součástí neptuniové řady, tak se přirozeně nevyskytuje, kromě stopových množství vytvořených záchytem neutronů na 232Th a 238U. Je mnohem vzácnější než 227Ac, vznikající rozpadem uranu-235 a 228Ac, vznikající z thoria-232. Jeho výskyt se odhaduje na méně než 1,1*10−19 oproti 232Th a přibližně 9,9*10−16 vůči 230Th.

## Objev
Aktinium-225 bylo objeveno v roce 1947 jako součást do té doby neznámé neptuniové přeměnové řady, nalezené po syntéze 233U. O objev se zasloužila skupina fyziků z Argonne National Laboratory, kterou vedl F. Hagemann, jež také popsala poločas rozpadu kolem 10 dnů.
Jiná skupina, vedená A. C. Englishem, nezávisle objevila stejný způsob rozpadu.

## Výroba
Protože se 225Ac nevyskytuje v přírodě ve využitelných množstvích, tak musí být vyráběno v jaderných reaktorech. Většina 225Ac vzniká alfa rozpadem 229Th, ale tento zdroj je omezen dlouhým poločasem rozpadu (7932 let) a tedy i pomalou přeměnou. Další možnost představuje získávání 225Ac z radia-226 reakcí 226Ra(p,2n). Výroba 225Ac prostřednictvím 226Ra byla poprvé uskutečněna v roce 2005; získávání a skladování 226Ra ovšem naráží na potíže spojené s nákladností a s nebezpečími produktů jeho rozpadu, jako je radon-222.
225Ac lze vytvořit i tříštivými reakcemi 232Th s vysokoenergetickými protony. V současnosti lze takto získávat řádově milicurie 225Ac, to ale musí být izolováno od ostatních produktů. Izolace se provádí tak, že se nechají rozpadnout některé nuklidy s kratšími poločasy, izotopy aktinia se následně chemicky přečistí v horkých článcích a 225Ac se zakoncentruje. Je třeba se vyhnout kontaminaci déle žijícím, beta radioaktivním, izotopem 227Ac.
Dlouhou dobu se většina 225Ac vyráběla na jediném místě - v Národních laboratořích v Oak Ridge, což omezovalo jeho dostupnost i přes malé příspěvky z jiných míst.
Další 225Ac se nově vyrábí z 232Th v národní laboratoři Los Alamos a v v Brookhaven National Laboratory. Bylo také uzavřeno strategické partnerství ohledně výroby 225Ac mezi TRIUMF a laboratořemi v Chalk River.
Nízké množství vyrobitelného 225Ac omezuje jeho využití ve výzkumu a při léčbě rakoviny. Podle odhadů umožňují dostupné zdroje 225Ac kolem 1000 léčebných použití ročně.

## Použití
Zdroje záření alfa, jako je aktinium-225, se při léčbě rakoviny upřednostňují, protože jeho krátké dráhy v tkáních (několik průměrů buněk) a vysoká energie z nich činí účinný prostředek pro ničení nádorových buněk—částice alfa jsou velmi účinné při ničení DNA. 10denní poločas přeměny 225Ac je dostatečně dlouhý, aby bylo možné provést léčbu, ale dostatečně krátký, aby po měsících v těle zbylo jen malé množství. Tímto se 225Ac liší od jiného zkoumaného izotopu 213Bi, jehož poločas, přibližně 46 minut, vyžaduje přípravu na místě a okamžité použití. 225Ac má také o několik řádů vyšší smrtelnou dávku než 213Bi, což je způsobeno delším poločasem a následným vyzařováním alfa částic z produktů jeho rozpadu. Každý rozpad 225Ac na 209Bi uvolní čtyři částice alfa s vysokými energiemi, což výrazně navyšuje jeho účinnost.
I přes omezenou dostupnost tohoto izotopu bylo provedeno několik studií, které prokázaly vysokou účinnost 225Ac při cílené alfa terapii. Komplexy obsahující 225Ac, například protilátky značené 225Ac, byly testovány u několika druhů nádorů, jako jsou leukémie, karcinom prostaty a karcinom prsu. Jedno experimentální léčivo založené na 225Ac se ukázalo účinným při léčbě akutní myeloidní leukémie, aniž by poškozovalo pacienty. Další výzkum v této oblasti probíhá.